# Bitfury
Bitfury — многопрофильная блокчейн-компания, крупнейший за пределами Китая промышленный майнер, разработчик программного и аппаратного обеспечения для работы с блокчейном биткойна. Офисы компании расположены в Сан-Франциско, Вашингтоне, округ Колумбия, Гонконге, Лондоне и Амстердаме, дата-центры — в исландской общине Рейкьянесбайр и грузинских городах Гори и Тбилиси.

## История
Компания была основана в 2011 году уроженцем Латвии Валерием Вавиловым. Первоначально в компании начали экспериментировать и майнить биткойны с использованием центральных процессоров ПК и графических процессоров, в дальнейшем стали проектировать ASIC-микросхемы. По словам Вавилова, в 2013 году компании удалось разработать чип по 55-нанометровой технологии и наладить его производство под собственной маркой. Стартовый капитал составил 110 тысяч долларов собственных средств, ресурсы для последующего роста обеспечил стремительный рост стоимости биткойна, включая скачок курса со 100 до 1200 долларов в ноябре 2013.
В 2014 году компания развернула майнинг на собственном оборудовании в Финляндии, Исландии и Грузии, став одним из первых «промышленных» майнеров. Вычислительные мощности компании долгое время находились в пуле Ghash.io. В начале июня 2014 года мощность пула, в котором доля ASIC-чипов Bitfury составляла около 45 %, на некоторое время превысила 51 % всей вычислительной мощности всей биткойн-сети, что делало возможным «двойное расходование». Чтобы снизить риск централизации сети, компания вывела часть своих серверов из ghash.io. По состоянию на 2017 год, Bitfury контролирует около 9,5 % вычислительной мощности сети Биткойн.
В 2014—2015 годах компания привлекла 3 раунда инвестиций по 20 миллионов долларов, что составляло на середину 2015 года половину всех мировых инвестиций в инфраструктуру биткойна. Оценка компаний и доли инвесторов в раундах не раскрывались. В общении с журналистами The Wall Street Journal, которое состоялось после третьего раунда, вице-президент компании Джордж Киквадзе отмечал, что компания прибыльна, а инвестиции направлялись на развитие дата-центров и научно-технической разработки.
- В первом раунде в мае 2014 года приняли участие венчурные фонды Binary Financial, Crypto Currency Partners, Queensbridge Venture Partners и ZAD Investment Company, Грузинский фонд соинвестирования и 2 бизнес-ангела — бывший управляющий директор General Catalyst Partners[англ.] Джонатан Тео и член совета директоров Scribd Билл Тай[8][9].
- Существенную часть второго раунда финансирования в октябре 2014 года предоставили участники первого раунда — Билл Тай и Грузинский фонд соинвестирования. Среди новых инвесторов был сооснователь сервисов Google Maps и Google Wave Ларс Расмуссен[англ.][10][11].
- Третий раунд инвестиций компания привлекла в мае 2015 года. В нём приняли участие Грузинский фонд соинвестирования, DRW Ventury Parters и российский фонд iTech Capital. Комментируя новость, издание РБК сообщало, что это первая российская инвестиция в проект, связанный с биткойном[6][12].

Компания выступает за широкое распространение технологии блокчейна вне биткойн-отрасли. В 2015 году компания вступила в некоммерческое партнёрство Innovate Finance, объединяющее ключевых участников европейского рынка финансовых технологий.
В июне 2016 года компания совместно с Национальным демократическим институтом по международным вопросам и аналитическим центром New America открыла акселератор Blockchain Trust Accelerator Initiative для проектов, направленных на использованию блокчейна в государственной сфере.
В начале 2017 — совместно с юридической фирмой Covington & Burling организовала деловой форум Global Blockchain Business Council, который прошёл в Давосе параллельно с открытием Всемирного экономического форума и был посвящён сотрудничеству бизнеса и государства в популяризации и внедрении блокчейна.
В конце января 2017 года компания объявила о выходе на китайский рынок и создании совместного предприятия с Credit China Fintech Holdings. Задачами новой компании обозначены популяризация технологии блокчейна и продажа оборудования Bitfury в Китае. Частью соглашения стали 30 миллионов долларов инвестиций CCFN, получателями которых выступят сама Bitfury и совместное предприятие.
Совокупная выручка от майнинга и продажи чипов — по данным компании — за 2015 и 2016 годы составила около 125 миллионов долларов.

## Решения
Bitfury занимается аппаратным и программным обеспечением, майнингом, а также консалтингом.

### Аппаратное обеспечение
Чип по 28-нанометровой технологии
Весной 2013 года компания представила свой первый специализированный чип, выполненный по 55-нанометровой технологии, производительность 3,2 гигахэш в секунду. Уже в октябре 2013 года была анонсирована новая микросхема на основе 28-нанометровой технологии, потребляющая 0,2 Джоуля на гигахэш. Массовое производство нового чипа началось в конце февраля 2015.
16-нанометровый чип
Чип, выполненный по 16-нанометровый технологии, был анонсирован в декабре 2015 года и с октября 2016 года стал внедряться в дата-центрах компании. В соответствии с опубликованными компанией спецификациями, новый чип потребляет около 0,06 джоулей на гигахэш (вчетверо меньше, чем представленные на рынке микросхемы) и обеспечивает производительность до 140 гигахэш в секунду при воздушном охлаждении и до 184 при иммерсионном.

### Майнинг
На 2017 год оборудование компании было размещено в трёх дата-центрах в Исландии и Грузии. Ранее у компании был дата-центр в Финляндии.
Финляндия
В 2014 году заработал финский дата-центр компании, расположенный на территории заброшенного сталелитейного комбината в Таалинтехдасе на острове Чимиту, община Кимиёнсаари. В 2015 году он был свёрнут, так как майнинг в Финляндии оказался невыгоден.
Исландия
Исландские сервера компании расположены в трёх зданиях дата-центра Mjölnir в Аусбру — на территории бывшей авиабазы Кеблавик в общине Рейкьянесбайр на южной оконечности полуострова Рейкьянес. Эти здания были возведены исландской IT-компанией Advania по разработанному Bitfury проекту, сервера начали работать в 2014 году. Совокупное энергопотребление, по данным на осень 2015 года, составляло 10 МВт·ч.
Грузия
Первый грузинский дата-центр компания открыла в Гори в июле 2014 года. Часть финансирования для проекта мощностью 20 МВт·ч поступила от Грузинского фонда соинвестирования в форме конвертируемого займа.
О возведении второго дата-центра мощностью 40 МВт·ч в Глдани (районе Тбилиси) было объявлено в июле 2015 года. Он разместился на территории 18,5 га особой экономической зоны и заработал в декабре 2015, став крупнейшим дата-центром для майнинга. Заявленные инвестиции в проект составили 30 миллионов долларов. В качестве охлаждения Bitfury применила систему двухконтурного иммерсионного охлаждения на основе смеси 3M Novec 7100, разработанную гонконгским стартапом Allied Control, который компания приобрела в начале 2015 года. Благодаря этому в новом дата-центре компания достигла показателя энергоэффективности в 1,02.

### Программное обеспечение
В апреле 2016 года Bitfury объявила о расширении своей деятельности: помимо майнинга и связанной с этим разработки аппаратного обеспечения компания займётся программным обеспечением для блокчейна.
Блокчейн для земельного реестра Грузии
В апреле 2016 года Вавилов, председатель Национального агентства публичного реестра Папуна Угрехелидзе и экономист Эрнандо де Сото подписали меморандум о взаимопонимании для начала работы над проектом перевода земельного кадастра Грузии на блокчейн. Решение призвано повысить защищённость информации о правах на землю, упростить аудит, сделать возможным дистанционное оформление документов, сократить время и стоимость регистрации земельных прав. Компания обеспечивает всю техническую сторону проекта. Грузия стала первым государством, решившим внедрить блокчейн для регистрации земельных прав. В 2017 году был подписан новый меморандум о расширении проекта на новые сферы.
Партнёрство с Правительством Украины
В апреле 2017 года Bitfury объявила о подписании меморандума о сотрудничестве и взаимопонимании с Государственным агентством Украины по электронному управлению, чтобы начать полномасштабную программу Blockchain eGovernance. Партнёрство начнётся с пилотного проекта и будет расширяться на все государственные услуги.
Сотрудничество с EY
В сентябре—октябре 2016 Bitfury вошла в число победителей организованного аудиторско-консалтинговой компанией EY конкурса EY Blockchain Startup Challenge, предложив лучшее решение для цифрового управления правами. В ноябре того же года компании подписали соглашение о партнёрстве, которое предполагает развитие использования блокчейна среди клиентов EY из сфер технологического предпринимательства, энергетики и государственных услуг.
Сотрудничество с PwC
В декабре 2018 года Bitfury заключила соглашение с PwC о создании акселератора блокчейн экосистем. Основная цель проекта - поиск и развитие решений, способствующих развитию блокчейн-инфраструктуры.
Lightning network
Компания разработала более эффективный алгоритм маршрутизации Flare для сети Lightning network, обеспечивающей безопасный офф-чейн канал для небольших платежей, который повышает скорость транзакций и снижает комиссию за их проведение.
Сотрудничество с Ripple
Летом 2017 года Bitfury и провайдер платёжной сети Ripple выпустили совместный код, внедрив в Lightning Network протокол Interledger. Новая разработка дала возможность осуществлять Lightning-подобные транзакции между различными блокчейнами, как публичными, так и частными, и традиционными платёжными системами.

## Инициативы
Ежегодная конференция
С 2015 года Bifury совместно с MaiTai Global на острове Некер, принадлежащему сэру Ричарду Брэнсону, проводит ежегодную конференцию  Blockchain Summit, посвящённую применению блокчейна в различных отраслях. В ходе прошедших конференций были представлены такие инициативы, как Blockchain Alliance, Blockchain Trust Accelerator Initiative и Global Blockchain Business Council.
Акселератор для блокчейн-проектов
В июне 2016 года компания совместно с Национальным демократическим институтом по международным вопросам и аналитическим центром New America открыла акселератор Blockchain Trust Accelerator Initiative для проектов, направленных на использование блокчейна в государственной сфере. Среди приоритетных направлений — государственное управление, земельный учёт, цифровая идентификация, обеспечение избирательного процесса, отслеживание происхождения и доставка медицинских препаратов. Прошедшие отбор проекты получат финансирование и будут предложены правительствам и инвесторам для внедрения. Первым резидентом акселератора стал проект земельного кадастра на основе блокчейна, над которым компания работает в Грузии. О втором проекте, возникшем в сотрудничестве с сетью некоммерческих организаций TechSoup и направленном на развитие инструментов для других НКО, было объявлено в ходе мероприятия South by Southwest-2017.
Global Blockchain Business Council
В начале 2017 Bitfury совместно с юридической фирмой Covington & Burling организовала деловой форум Global Blockchain Business Council, который прошёл в Давосе параллельно с открытием Всемирного экономического форума. Инициатива направлена на расширение сотрудничества бизнеса и государства, популяризацию и внедрение блокчейна, развитие горизонтальных связей в сообществе блокчейн-компаний. Впоследствии отделения открылись в Вашингтоне, округ Колумбия и Шанхае.

## Инвестиции
В июне 2014 года компания учредила в Сан-Франциско инвестиционную фирму Bitfury Capital, управляющую её вложениями в инфраструктурные стартапы в области криптовалют. В период с 2014 по 2016 год Bitfury Capital профинансировала 4 проекта:
- Первой инвестиций стал швейцарский стартап Xapo[англ.], совмещающий в себе онлайн-кошелёк и «сейф» для биткойнов и дебетовую карту для повседневных расчётов биткойнами[3][45].
- Компания-разработчик решений в области безопасности биткойн-транзакций и оператор одноимённого биткойн-кошелька с поддержкой мультиподписей BitGo[англ.] получила инвестиции в сентябре 2014, а также подписала контракт, по которому стала управляющим казначейства Bitfury[46][47][48].
- Оператор платежей в криптовалютах GoCoin, работающий с биткойном, dogecoin и litecoin и обслуживающий биткойн-платежи для PayPal с сентября 2014 года получил инвестиции в октябре 2014. Bitfury планировала использовать GoCoin в качестве единой платформы для обработки транзакций, переведя все расчёты с поставщиками на биткойн[49].
- Работающая в Кении, Нигерии, Уганде и Танзании торговая платформа и оператор электронных платежей BitPesa[англ.], использующая биткойн для обмена местных и международных валют (для исключения комиссий банков и брокеров и потерь при использовании доллара США в качестве посредника), привлекла от компании инвестиции в феврале 2016 года[50][51].

## Позиция по вопросам развития биткойна
Компания является разработчиком решений для блокчейна/биткойна и выпускает белые книги с результатами своих исследований.
Bitfury занимает умеренную позицию в вопросах масштабирования блокчейна биткойна: соглашаясь с необходимостью постепенного увеличения размера блока (сторонники которого считают блок в 1 мегабайт ограничением для развития системы), она поддерживает масштабирование через инструменты офф-чейн (англ. off-chain, букв. «вне цепочки») транзакций, существенно сокращающих количество записей в блокчейне.
Компания управляет вторым по величине пулом, выступающим в поддержку Segregated witness (SegWit) — расширения протокола биткойна, выносящего электронные подписи, обеспечивающие подтверждение транзакции, в специальную область вне блока. Оно обеспечивает гибкость транзакций (которая требуется инструментам, использующим офф-чейн транзакции), повышает их безопасность, фактически увеличивает «полезную» ёмкость блока, а также делает возможной внедрение смарт-контрактов на базе MAST (Merkelized Abstract Syntax Trees).
В июле 2017 года в результате голосования сообществом было принято решение о вынесении части информации за пределы блока и постепенном увеличении размера блока до 2 мегабайт (SegWit2x). Группа разработчиков под руководством экс-инженера Facebook Амори Сечета объявила об отказе от SegWit2x, о сохранении прежней структуры блокчейна (без хранения информации за его рамками), но увеличении размера блока до 8 Мб. Свою ветку они назвали Bitcoin Cash.